# Swanscombe
Swanscombe is een plaats en civil parish in het bestuurlijke gebied Dartford, in het Engelse graafschap Kent met 6300 inwoners.
De archeologische vindplaats Barnfield pit bij Swanscombe is bekend door vondsten van Acheuléen-werktuigen en dierlijke fossielen uit het Midden-Pleistoceen. In 1935 werd in de kiezelgroeve door de Britse arts en amateur-Paleontoloog Alvan Theophilus Marston (1889–1971) een fragment van een menselijk achterhoofdsbeen gevonden, de Swanscombe-schedel.

## Verkeer en vervoer
- Station Swanscombe